# TMEM43
Le TMEM43 (pour « Transmembrane protein 43 ») ou LUMA est une protéine nucléaire dont le gène est le TMEM43 situé sur le chromosome 3 humain.

## Structure et rôles
il s'agit d'une protéine transmembranaire.
Il se fixe aux lamines A et B et interagit avec l'émerine.

## En médecine
Certaines mutations du gène sont responsables d'une forme de dystrophie musculaire d'Emery-Dreifuss. D'autres provoquent une forme familiale de dysplasie ventriculaire droite arythmogène, avec un noyau cellulaire particulièrement rigide.